# Ameyo Adadevoh
Ameyo Adadevoh (geboren als Ameyo Stella Shade Adadevoh; 27 oktober 1956 - 19 augustus 2014) was een Nigeriaanse arts.

## Werk tijdens de ebola-uitbraak in 2014
Door het opmerken en, ondanks tegendruk van de patiënt en diens ambassadeur, in quarantaine zetten van de eerste ebola-patiënt in Nigeria wordt over het algemeen aangenomen dat dr. Adadevoh de verspreiding van het ebola-virus in Nigeria heeft tegengehouden. Ze stond niet toe dat hij na de diagnose nog het ziekenhuis verliet en dit heeft een cruciale rol gespeeld in het tegengaan van de ebola-uitbraak. Op 4 augustus kwam de diagnose dat ze zelf het ebola-virus had opgelopen en zij is hiervoor behandeld. Dr. Adadevoh stierf op 19 augustus 2014 en liet onder anderen haar man en een zoon na. 
Patrick Sawyer uit Liberia, de patiënt waarbij Ameya Adadevoh de tekenen van ebola virus ontdekte, hield vol dat het niet om ebola ging maar om een zwaar geval van malaria. Hij wilde graag naar een zakelijke conferentie in Nigeria en ook de Liberiaanse ambassadeur heeft druk op dr. Adadevoh gezet om de patiënt te ontslaan uit het ziekenhuis. Zij weigerde dit echter en probeerde de patiënt zo goed als mogelijk te isoleren. Dankzij haar reportage van de diagnose aan de relevante gezondheidsorganisaties heeft de overheid stappen kunnen ondernemen om de verspreiding van het virus tegen te gaan. Op 20 oktober verklaarde de Wereldgezondheidsorganisatie dat Nigeria vrij was van ebola.

## Na haar overlijden
Na haar overlijden is de Dr. Ameyo Adadevoh Health Trust (DRASA) opgericht, een charitatieve organisatie die zich inzet om uitbraken van besmettelijke ziektes tegen te gaan. In de film ‘93 Days’ wordt het verhaal rondom de diagnose van dr. Adadevoh en geremde ebola-uitbraak verteld.